# Iwan Borissow
Iwan Alexandrowitsch Borissow (russisch/kirgisisch Иван Александрович Борисов, englisch Ivan Borisov; * 4. März 1979 in Frunse, Kirgisische SSR, Sowjetunion) ist ein ehemaliger kirgisischer Skirennläufer.

## Karriere
Borissow gab sein internationales Renndebüt am 13. Dezember 2002 bei einem FIS-Riesenslalom in Ratschings. Bereits zwei Monate später startete er erstmals bei einem internationalen Großereignis. Bei den Weltmeisterschaften in St. Moritz schied er jedoch bei seinem einzigen Start im Riesenslalom aus.
In den darauffolgenden Jahren startete Borissow abgesehen von internationalen Großereignissen hauptsächlich bei FIS bzw. Citizen-Rennen in Europa.
Seine beste Platzierung bei einem internationalen Großereignis erreichte er bei seiner einzigen Teilnahme an Olympischen Winterspielen im Jahr 2006. Bei den Wettkämpfen in Turin belegte er im Slalom den 41. Rang.
Sein letztes internationales Rennen bestritt Borissow 2017 bei den Weltmeisterschaften 2017 in St. Moritz, wobei er bereits im Qualifikationsrennen ausschied. Danach ist er nicht mehr als Rennläufer in Erscheinung getreten.

## Erfolge

### Olympische Winterspiele
- Turin 2006: 41. Riesenslalom, DSQ Slalom

### Weltmeisterschaften
- St. Moritz 2003: DNF Riesenslalom
- Bormio 2005: DNF Riesenslalom
- Åre 2007: 56. Riesenslalom
- Val-d'Isère 2009: 55. Slalom, DNQ Riesenslalom
- Garmisch-Partenkirchen 2011: DNQ Slalom
- Schladming 2013: DNQ Slalom
- Vail/Beaver Creek 2015: 99. Riesenslalom, DNQ Slalom
- St. Moritz 2017: DNQ Slalom

### Weitere Erfolge
- Eine Platzierung unter den besten 30 bei einem FIS-Rennen